# Jean-Pierre Maggi
 (juillet 2012).
Si vous disposez d'ouvrages ou d'articles de référence ou si vous connaissez des sites web de qualité traitant du thème abordé ici, merci de compléter l'article en donnant les références utiles à sa vérifiabilité et en les liant à la section « Notes et références ».
Jean-Pierre Maggi, né le 27 juillet 1944 à Marseille, est un homme politique français, membre du PS. Il est élu suppléant du député de la huitième circonscription des Bouches-du-Rhône lors des élections législatives françaises de 2012, Olivier Ferrand. À la suite du décès de celui-ci le 30 juin 2012, il devient député.

## Son enfance
Fils d’une famille ouvrière, il obtiendra durant sa scolarité successivement un CAP, un BEP, un BEI puis un DUST en électrotechnique. Après plusieurs postes dans diverses entreprises de la région, il est embauché à 26 ans comme électricien de quart à Shell chimie à Berre-l'Étang.

## Engagement politique
Dès l’âge de 17 ans, attiré par la politique, il entre dans le militantisme et adhère à 23 ans au Parti Socialiste.
À 27 ans, en 1971, Jean-Pierre Maggi devient délégué du personnel (CFDT). Il sera réélu jusqu’à son départ de l’entreprise en 1989.
En plus de son activité syndicale, c’est en 1977 que Jean-Pierre Maggi, alors âgé de 33 ans, devient maire de Velaux : il est alors le plus jeune maire des Bouches-du-Rhône.
Il sera réélu dès le premier tour en 1983, 1989, 1995, 2001 et 2008. En tant que maire de Velaux, il deviendra également vice-président du Multipôle de l’Etang de Berre en 1995, puis d’Agglopole Provence, depuis 2001.
Il donnera notamment naissance à la première maison des associations du département et à la première Mairie Intercommunale, lieu d’accueil des syndicats intercommunaux dans une perspective de mise en synergie des politiques locales.
Jean-Pierre Maggi est élu Conseiller général du canton de Pélissanne en 1992. La même année, il devient vice-président de l’OPAC, aux côtés de Jean-Noël Guérini qui en est, alors, le président.
Après avoir présidé la commission Éducation, Sport et Culture puis reçu la délégation des Archives départementales et de l’Environnement en passant par le Livre et les Associations, il devient, à sa réélection en 1998, vice-président du Conseil général, chargé de l’Aide aux communes, et président du Service départemental d'incendie et de secours du département.
En 2012, il est candidat aux élections législatives comme suppléant d'Olivier Ferrand. Il devient député de la huitième circonscription des Bouches-du-Rhône à la suite de la mort de ce dernier le 30 juin 2012. Il déclare pourtant dès le lendemain ne pas en avoir envie dans de telles circonstances. À la suite de la validation par le Conseil constitutionnel de l'élection d'Olivier Ferrand le 7 décembre 2012, il démissionne de son mandat de conseiller général pour se consacrer à la députation.
En janvier 2015, il quitte le groupe socialiste de l'Assemblée nationale pour rejoindre le groupe RRDP, justifiant sa démarche par sa désapprobation de la réforme territoriale et de la création de la Métropole d'Aix-Marseille-Provence.

## Affaires politico-financières
En septembre 2013, la chambre régionale des comptes du PACA s'interroge sur des « irrégularités ponctuelles en matière de recrutement où des contrats ont été signés sans avis de vacances ou de création de poste »,.
Le 21 janvier 2016, Jean-Pierre Maggi est mis en examen pour détournement de fonds publics, trafic d'influence et favoritisme pour des faits remontant à l'époque où il présidait le Service d'Incendie et de secours du département des Bouches-du-Rhône. Il est jugé pour ces faits en janvier 2021 et condamné à six mois de prison ferme.

## Synthèse des mandats
- Maire de Velaux de 1977 à 2020
- Vice-président de l'Agglopole Provence, délégué aux transports
- Député des Bouches-du-Rhône de 2012 à 2017, membre de la commission de la défense nationale et des forces armées
- Conseiller général des Bouches-du-Rhône (canton de Pélissanne) de 1992 à 2013, délégué à l'aide aux communes (ancien vice-président du Conseil général des Bouches-du-Rhône)
- Président du SDIS 13 jusqu'en 2013